# Biblioteka Zapomnianych Poetów i Prozaików Polskich XVI–XVIII w.
Biblioteka Zapomnianych Poetów i Prozaików Polskich XVI–XVIII w. (BZPiP) – seria wydawnicza z lat 1885–1908 oraz 1933–1938. W pierwszym okresie redaktorem był Teodor Wierzbowski, w latach 30. XX w. (Seria II) reaktywował i objął pieczę nad nią Julian Krzyżanowski. Ogółem wydano w niej 31 zeszytów, z czego 6 w ramach Serii II. Wydawnictwu patronowała i wspierała je finansowo Kasa im. Józefa Mianowskiego.

## Wydawnictwo w latach 1885–1908
Pomysł serii zrodził się u Wierzbowskiego na bazie jego prac edytorskich nad spuścizną Krzysztofa Warszewickiego. Po wydaniu dwóch pierwszych zeszytów w połowie lat 80. XIX w. nastąpiła przerwa w publikacji kolejnych, trwająca aż do 1893 r. W latach 1895–1897, 1899–1902 i w roku 1904 ukazały się po dwa zeszyty, więcej, jak pisał inicjator serii, nie mógł wydać bez odpowiedniej koncesji na wydawnictwa periodyczne. Nie było to wydawnictwo o dokładnie nakreślonym planie doboru dzieł, wydawanie poszczególnych pozycji były elementem pobocznym studiów Wierzbowskiego i wydawane przez niego własnym sumptem. Począwszy od zeszytu trzeciego z 1893 r., wydawanie wspierała dodatkowo finansowo Kasa im. Józefa Mianowskiego. Każdy zeszyt zawierał poprzedzający utwór wstęp, w którym wydawca przekazywał informacje o wydawanym rękopisie, bądź pierwodruku.
W serii wydawane były głównie unikaty, które wydawca znajdował m.in. w księgozbiorach hrabiego Zygmunta Stanisława Czarneckiego oraz zbiorach należących niegdyś do Tadeusza Czackiego. Za najcenniejsze wydania uchodzą pisma Melchiora Pudłowskiego, moralitet Komedya Justyna i Konstancyi Marcina Bielskiego (1557 r.), Wieśniak Andrzeja Zbylitowskiego oraz Napomnienie polskie ku zgodzie do wszystkich krześcianów wobec a mianowicie ku Polakom uczynione i Zwrócenie Matyasza z Podola. Dyalog z pierwszej ćwierci XVII wieku, a także Rozmowa Janasza Knutla z Clebówki magistrata z r. 1642 Jana Łopeskiego czy Komedya Rybałtowska z r. 1615 i zbiór zatytułowany Pieśni, tańce, padwany XVII wieku. Zauważalna część tekstów to utwory humorystyczne. Pierwotnie w serii miały wyjść również: Pieśni kościelne polskie XVI wieku, Rozmowa Lecha z Piastem, napominająca swych obywatelów, jakiego pana mają sobie i Królestwu temu obrać, 1572 oraz Tragedya awanturyczna z dwunastu osób pryncypialniejszych wszczęta, 1769, a zeszyt zawierający poezje Anny Memoraty miał wyjść jako trzeci z kolei.
Wydawcy zarzucano przede wszystkim brak dbałości o dobór najbardziej istotnych pism oraz błędy w towarzyszących wydaniom objaśnieniach rzadkich słów, również błędy literowe (w odczycie) w samym wydawanym tekście. Pojawiały się również uwagi co do nieścisłego datowania. Jednocześnie podnoszono jednak wartość samego faktu wydania, szczególnie w odniesieniu do krótkich broszur. Pomimo powyższych niedociągnięć serię Wierzbowskiego oceniano in gremio pozytywnie i uważane za cenne. Zasługą wydawcy jest także to, że swoją działalnością przyczynił się do ocalenia tych utworów od zagłady.

## Seria II. Lata 1933–1938
Seria została wznowiona po ćwierćwieczu dzięki inicjatywie Kasy im. Mianowskiego, z którą współpracą na tym polu podjął Julian Krzyżanowski. Tenże był też wydawcą pierwszego zeszytu, zawierającego anonimową Historję o Barnabaszu z r. 1571. Uważano, że ze względu na osobę głównego redaktora i dobór tekstów i jakość techniki edytorskiej, seria ta będzie lepsza od pierwowzoru.

## Wykaz zeszytów

### 1885–1908
| Numer zeszytu | Autor tekstu                 | Tytuł                                                                                               | Wydawca                                | Miejsce  | Drukarz       | Rok wydania | Objętość     | Edycja elektroniczna |
| ------------- | ---------------------------- | --------------------------------------------------------------------------------------------------- | -------------------------------------- | -------- | ------------- | ----------- | ------------ | -------------------- |
| 1             | Krzysztof Warszewicki        | Wenecya. Poemat historyczno-polityczny z końca XVI wieku                                            | Teodor Wierzbowski                     | Warszawa | Józef Berger  | 1886        | XLI + 91 + V |                      |
| 2             | Krzysztof Warszewicki        | Mowy Krzysztofa Warszewickiego wygłoszone w Mantui, Wenecyi i Wiedniu w roku 1602                   | Teodor Wierzbowski                     | Warszawa | Józef Berger  | 1885        | II + 27      |                      |
| 3             | Andrzej Zbylitowski          | Wieśniak Andrzeja Zbylitowskiego                                                                    | Teodor Wierzbowski                     | Warszawa | K. Kowalewski | 1893        | 36           |                      |
| 4             | Stanisław Orzechowski        | Stanisława Orzechowskiego Książki o ruszeniu ziemie polskiej przeciw Turkowi                        | Teodor Wierzbowski                     | Warszawa | K. Kowalewski | 1895        | 48           |                      |
| 5             | Anna Memorata                | Anny Memoraty „Dziewicy Polskiej” łacińskie wiersze z lat 1640-1644                                 | Teodor Wierzbowski                     | Warszawa | K. Kowalewski | 1895        | 36           |                      |
| 6             |                              | Napomnienie polskie ku zgodzie do wszystkich krześcianów wobec a mianowicie ku Polakom uczynione    | Teodor Wierzbowski                     | Warszawa | K. Kowalewski | 1896        | 35           |                      |
| 7             | Marcin Bielski               | Komedya Justyna i Konstancyi Marcina Bielskiego (1557 r.)                                           | Teodor Wierzbowski                     | Warszawa | K. Kowalewski | 1896        | 80           | ;                    |
| 8             | Jan Seklucjan                | Pieśni duchowne a nabożne nowo zebrane i wydane przez Jana Seklucyana                               | Teodor Wierzbowski                     | Warszawa | K. Kowalewski | 1897        | 57           |                      |
| 9             |                              | Zwrócenie Matyasza z Podola. Dyalog z pierwszej ćwierci XVII wieku                                  | Teodor Wierzbowski                     | Warszawa | K. Kowalewski | 1897        | 24           |                      |
| 10            | Melchior Pudłowski           | Melchior Pudłowski i jego pisma. Przyczynek do historyi literatury polskiej XVI wieku               | Teodor Wierzbowski                     | Warszawa | K. Kowalewski | 1898        | 14 + 95      |                      |
| 11            |                              | Dobrego zdrowia rządzenie 1532, i Nauka rządzenia ku ustrzeżeniu od zarażenia powietrza 1543        | Teodor Wierzbowski                     | Warszawa | K. Kowalewski | 1899        | 33           |                      |
| 12            | Jerzy Radziwiłł              | Pamiętnik kardynała Jerzego księcia Radziwiłła z lat 1556-1575                                      | Teodor Wierzbowski                     | Warszawa | K. Kowalewski | 1899        | 40           |                      |
| 13            |                              | Zdanie wolnego szlachcica na sejmiki w roku 1608 na dwa punkty potrzebne                            | Teodor Wierzbowski                     | Warszawa | K. Kowalewski | 1900        | 16           |                      |
| 14            | Stanisław Orzechowski        | Stanisława Orzechowskiego „Fidelis subditus” w redakcyi I-ej z r. 1543                              | Teodor Wierzbowski                     | Warszawa | K. Kowalewski | 1900        | 22           |                      |
| 15            | Jan Łopeski                  | Rozmowa Janasza Knutla z Clebówki magistrata z r. 1642                                              | Teodor Wierzbowski                     | Warszawa | K. Kowalewski | 1901        | 22           |                      |
| 16            | Stanisław Orzechowski        | Stanisława Orzechowskiego Opowiadanie upadku przyszłego polskiego z r. 1560                         | Teodor Wierzbowski                     | Warszawa | K. Kowalewski | 1901        | 35           |                      |
| 17            | Jan z Wychylówki             | Kiermasz wieśniacki. Utwór z pierwszej połowy XVII w.                                               | Teodor Wierzbowski                     | Warszawa | K. Kowalewski | 1902        | 38           |                      |
| 18            |                              | Komedya Rybałtowska z r. 1615 i Sołtys z Klechą z r. 1616                                           | Teodor Wierzbowski                     | Warszawa | K. Kowalewski | 1902        | II + 51      |                      |
| 19            |                              | Pieśni, tańce, padwany XVII wieku                                                                   | Teodor Wierzbowski                     | Warszawa | K. Kowalewski | 1903        | 97           |                      |
| 20            | Kasper Sawicki               | Dyalog albo rozmowa Flisa z Kursorem z r. 1611                                                      | Teodor Wierzbowski                     | Warszawa | K. Kowalewski | 1904        | IV + 30      |                      |
| 21            | Antoni Sebastian Dembowski   | Wolność polska rozmową Polaka z Francuzem roztrząśniona. Broszura polityczna z 1-ej połowy XVIII w. | Teodor Wierzbowski                     | Warszawa | K. Kowalewski | 1904        | III + 31     |                      |
| 22            | Jan Kazimierz Denhoff        | Listy brata do siostry (kardynała Denhoffa do wojewodziny Kątskiej) 1686-1697                       | Teodor Wierzbowski                     | Warszawa | K. Kowalewski | 1905        | 32           |                      |
| 23            | Jerzy Stanisław Dzieduszycki | Jerzego Dzieduszyckiego Traktat o elekcyi królów polskich z r. 1707                                 | Teodor Wierzbowski                     | Warszawa | K. Kowalewski | 1906        | 23           |                      |
| 24            |                              | Wiersze polityczne i przepowiednie, satyry i paskwile z XVI wieku                                   | Teodor Wierzbowski                     | Warszawa | K. Kowalewski | 1907        | VII + 96     |                      |
| 25            | Stanisław Orzechowski        | Stanisława Orzechowskiego „Fidelis subditus” w redakcyi 2-ej z r. 1548                              | Teodor Wierzbowski, Grigorij E. Zenger | Warszawa | K. Kowalewski | 1908        | X + 120      |                      |

Opracowanie na podstawie wpisów katalogowych w: Cyfrowe Katalogi Kartkowe BUW – Katalog Wydawnictw Ciągłych i Cyfrowe Katalogi Kartkowe BUW – Katalog wydawnictw zwartych.

### 1933–1938. Seria II
| Numer zeszytu | Autor tekstu                                     | Tytuł                                                                | Wydawca             | Miejsce  | Wydawnictwo                                       | Rok wydania | Objętość    |
| ------------- | ------------------------------------------------ | -------------------------------------------------------------------- | ------------------- | -------- | ------------------------------------------------- | ----------- | ----------- |
| 1             |                                                  | Historja o Barnabaszu z r. 1571                                      | Julian Krzyżanowski | Warszawa | Kasa im. Mianowskiego – Instytut Popierania Nauki | 1933        | XIII + 33   |
| 2             | Jan Smolik                                       | Wiersze różne                                                        | Roman Pollak        | Warszawa | Kasa im. Mianowskiego – Instytut Popierania Nauki | 1935        | X + 88      |
| 3             | Guillaume du Bartas (tłumacz: Rafał Leszczyński) | Iudith (1620)                                                        | Maria Sipayłło      | Warszawa | Kasa im. Mianowskiego – Instytut Popierania Nauki | 1936        | XVIII + 48  |
| 4             | Jan Dymitr Solikowski                            | Lukrecya oraz Anonima Historya o Lukrecyej                           | Julian Krzyżanowski | Warszawa | Kasa im. Mianowskiego – Instytut Popierania Nauki | 1936        | X + 21      |
| 5             | Adam Czahrowski                                  | Treny i Rzeczy rozmaite (1597)                                       | Tadeusz Mikulski    | Warszawa | Kasa im. Mianowskiego – Instytut Popierania Nauki | 1937        | XV + 148    |
| 6             | Łukasz Opaliński                                 | Pisma polskie. Rozmowa plebana z ziemianinem. Coś nowego. Poeta nowy | Ludwik Kamykowski   | Warszawa | Kasa im. Mianowskiego – Instytut Popierania Nauki | 1938        | XVIII + 110 |

Opracowanie na podstawie wpisów katalogowych w: Cyfrowe Katalogi Kartkowe BUW – Katalog Wydawnictw Ciągłych i Cyfrowe Katalogi Kartkowe BUW – Katalog wydawnictw zwartych.

## Recenzje wydawnictwa
| Numer zeszytu | Autor recenzji            | „Kwartalnik Historyczny”            | „Ateneum”                                           | „Pamiętnik Literacki”              | „Książka”                        | „Myśl Narodowa”                             |
| ------------- | ------------------------- | ----------------------------------- | --------------------------------------------------- | ---------------------------------- | -------------------------------- | ------------------------------------------- |
| 1             | Aleksander Brückner       | –                                   | R. XXV (1900), T. II, zeszyt 1 (kwiecień), s. 78-80 | –                                  | –                                | –                                           |
| 2             | Aleksander Brückner       | –                                   | R. XXV (1900), T. II, zeszyt 1 (kwiecień), s. 78-80 | –                                  | –                                | –                                           |
| 3             | Aleksander Brückner       | R. X (1896), nr 1, s. 130-131       | R. XXV (1900), T. II, zeszyt 1 (kwiecień), s. 78-80 | –                                  | –                                | –                                           |
| 4             | Aleksander Brückner       | R. XI (1897), nr 1, s. 125-126      | R. XXV (1900), T. II, zeszyt 1 (kwiecień), s. 78-80 | –                                  | –                                | –                                           |
| 5             | Aleksander Brückner       | R. XI (1897), nr 1, s. 125-126      | R. XXV (1900), T. II, zeszyt 1 (kwiecień), s. 78-80 | –                                  | –                                | –                                           |
| 6             | Aleksander Brückner       | R. XI (1897), nr 1, s. 125-126      | R. XXV (1900), T. II, zeszyt 1 (kwiecień), s. 78-80 | –                                  | –                                | –                                           |
| 7             | Aleksander Brückner       | R. XII (1898), nr 1, s. 121-123     | R. XXV (1900), T. II, zeszyt 1 (kwiecień), s. 78-80 | –                                  | –                                | –                                           |
| 8             | Aleksander Brückner       | R. XII (1898), nr 3, s. 585-587     | R. XXV (1900), T. II, zeszyt 1 (kwiecień), s. 78-80 | –                                  | –                                | –                                           |
| 9             | Aleksander Brückner       | R. XII (1898), nr 3, s. 585-587     | R. XXV (1900), T. II, zeszyt 1 (kwiecień), s. 78-80 | –                                  | –                                | –                                           |
| 10            | Aleksander Brückner       | R. XIII (1899), nr 4, s. 793-795    | R. XXV (1900), T. II, zeszyt 1 (kwiecień), s. 78-80 | –                                  | –                                | –                                           |
| 11            | Aleksander Brückner       | R. XVIII (1904), nr 2, s. 293-296   | R. XXV (1900), T. II, zeszyt 1 (kwiecień), s. 78-80 | R. I (1902), nr 1, s. 160-161      | –                                | –                                           |
| 12            | Aleksander Brückner       | R. XVIII (1904), nr 2, s. 293-296   | –                                                   | R. I (1902), nr 1, s. 160-161      | –                                | –                                           |
| 13            | Aleksander Brückner       | R. XVIII (1904), nr 2, s. 293-296   | –                                                   | R. I (1902), nr 1, s. 160-161      | –                                | –                                           |
| 14            | Aleksander Brückner       | R. XVIII (1904), nr 2, s. 293-296   | –                                                   | R. I (1902), nr 1, s. 160-161      | –                                | –                                           |
| 15            | Aleksander Brückner       | R. XVIII (1904), nr 2, s. 293-296   | –                                                   | R. I (1902), nr 1, s. 160-161      | –                                | –                                           |
| 16            | Aleksander Brückner       | R. XVIII (1904), nr 2, s. 293-296   | –                                                   | R. I (1902), nr 2, s. 341          | –                                | –                                           |
| 17            | Aleksander Brückner       | R. XVIII (1904), nr 2, s. 293-296   | –                                                   | R. II (1903), nr 1, s. 128-130     | R. III (1903), nr 5, s. 156-157  | –                                           |
| 18            | Aleksander Brückner       | R. XVIII (1904), nr 2, s. 293-296   | –                                                   | R. II (1903), nr 2, s. 290-292     | R. III (1903), nr 5, s. 156-157  | –                                           |
| 19            | Aleksander Brückner       | R. XVIII (1904), nr 3-4, s. 537-538 | –                                                   | R. III (1904), nr 2, s. 314-317    | –                                | –                                           |
| 20            | Aleksander Brückner       | R. XVIII (1904), nr 3-4, s. 537-538 | –                                                   | R. III (1904), nr 3, s. 478-479    | –                                | –                                           |
| 21            | Aleksander Brückner       | –                                   | –                                                   | –                                  | –                                | –                                           |
| 22            | Aleksander Brückner       | –                                   | –                                                   | –                                  | R. VI (1906), nr 9, s. 358       | –                                           |
| 23            | Aleksander Brückner       | –                                   | –                                                   | –                                  | R. VI (1906), nr 9, s. 358       | –                                           |
| 24            | Aleksander Brückner       | –                                   | –                                                   | R. VII (1908), nr 1, s. 231-236    | R. VII (1907), nr 12, s. 471-472 | –                                           |
| 25            | –                         | –                                   | –                                                   | –                                  |                                  |                                             |
| Seria II      |                           |                                     |                                                     |                                    |                                  |                                             |
| 1             | Aleksander Brückner, E.P. | –                                   | –                                                   | R. XXXI (1934), nr 3-4, s. 556-557 | –                                | R. XIII (1933), nr 39 (10 września), s. 585 |
| 2             | –                         | –                                   | –                                                   | –                                  | –                                | –                                           |
| 3             | –                         | –                                   | –                                                   | –                                  | –                                | –                                           |
| 4             | –                         | –                                   | –                                                   | –                                  | –                                | –                                           |
| 5             | –                         | –                                   | –                                                   | –                                  | –                                | –                                           |
| 6             | –                         | –                                   | –                                                   | –                                  | –                                | –                                           |